# 心筋トロポニンT

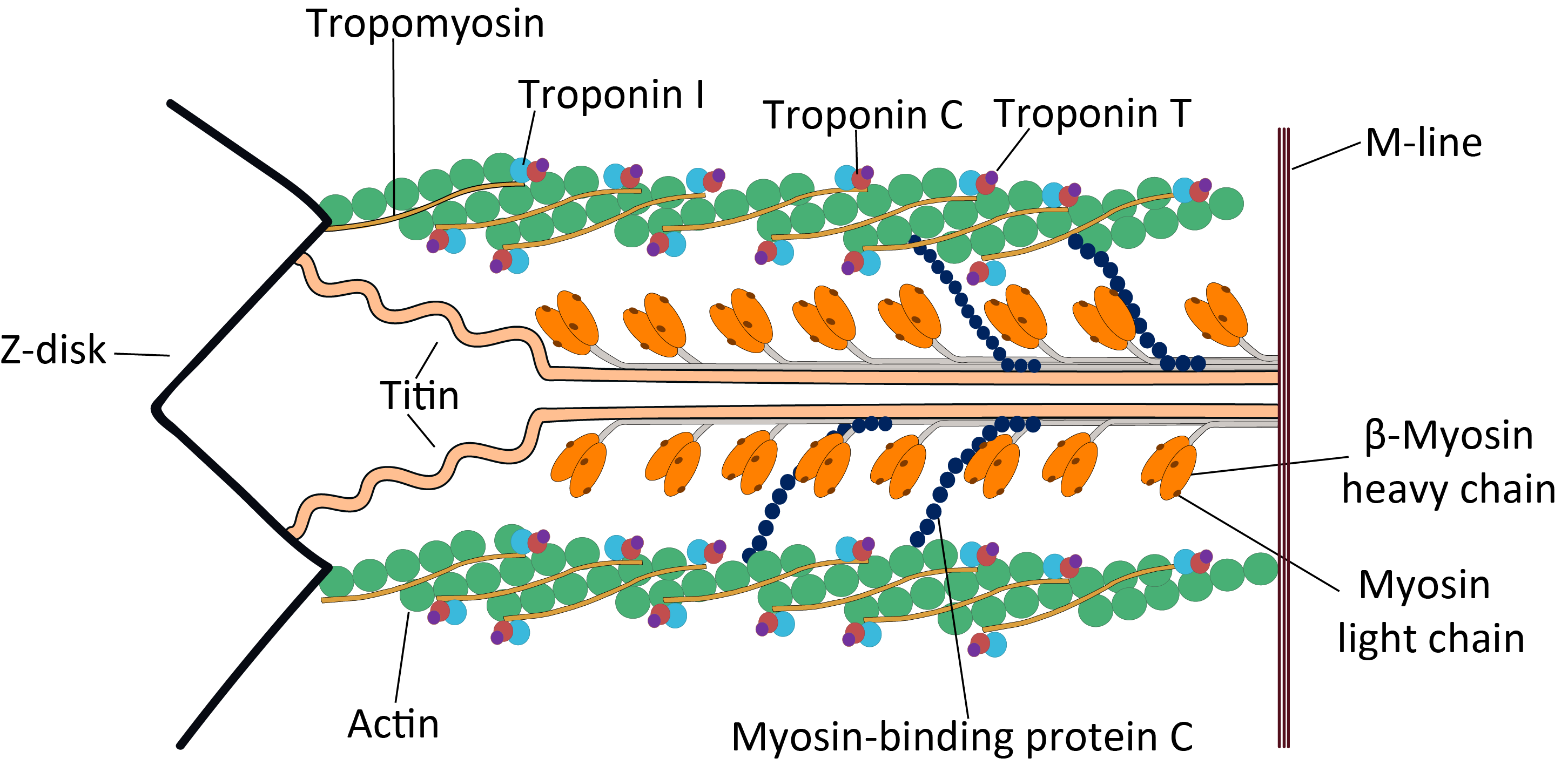
心筋サルコメアの構造

心筋トロポニンT（しんきんトロポニンT、英: cardiac muscle troponin T、略称: cTnT）は、ヒトではTNNT2遺伝子にコードされるタンパク質である。トロポニンTはトロポニン複合体のトロポミオシン結合サブユニットである。トロポニンは横紋筋の細いフィラメントに位置し、細胞内のカルシウムイオン濃度の変化に応答して筋収縮を調節する。
TNNT2遺伝子はヒトゲノムの1q32に位置し、トロポニンTの心筋型アイソフォーム（cTnT）をコードする。ヒトのcTnTは約36 kDaのタンパク質で、最初のメチオニン残基を含めて297アミノ酸から構成され、等電点（pI）は4.88である。cTnTは心筋細胞中のトロポニン複合体におけるトロポミオシン結合サブユニットであり、細いフィラメントへの係留サブユニットである。TNNT2遺伝子は脊椎動物の心筋細胞と胚の骨格筋細胞で発現している。

## 構造
心筋トロポニンTは298アミノ酸から構成される35.9 kDaのタンパク質である。cTnTは心筋の細いアクチンフィラメント上のトロポニンの3つのサブユニット（他の2つはトロポニンI（TnI）とトロポニンC（TnC））の中で最大のものである。TnTの構造は非対称的であり、球状のC末端ドメインがトロポミオシン、TnI、TnCと相互作用し、N末端領域はトロポミオシンと強力に結合して固定を行っている。TnTのN末端領域は選択的スプライシングを受け、心筋内で観察される複数のアイソフォームが生み出されている。

## 機能
cTnTはトロポニン複合体の一部として、筋収縮を調節する機能を果たす。TnTのN末端領域はアクチンと強固に結合し、ミオシンのクロスブリッジ結合と力発生の際にトロポミオシンやアクチンと共に移動している可能性が高い。この領域は、細いフィラメント上の協働性の伝達に関与していると考えられている。TnTのC末端領域は球状のトロポニン複合体ドメインの一部を構成し、細いフィラメントへのミオシンのクロスブリッジ結合のカルシウム感受性に関与している。

## 臨床的意義
TNNT2遺伝子の変異は、家族性の肥大型心筋症、拘束型心筋症、拡張型心筋症と関係している。この遺伝子の変異は、心肥大は軽度もしくは伴わないものの突然死のリスクが高い、主に拘束性の心疾患と関係している可能性がある。TNNT2遺伝子変異の患者では、ミオシン重鎖変異型の患者と比較して拡張型心筋症への進行が速い可能性がある。
慢性の非炎症性ミオパチーや筋炎の患者では、骨格筋が血中心筋トロポニンTの大きな供給源となっており、血中心筋トロポニンTの増加は多くの場合心異常とは関係していない。こうした患者で急性心筋梗塞が疑われる場合には、心筋トロポニンTではなく心筋トロポニンIの測定が推奨される。

### COVID-19 mRNAワクチン接種後の上昇
バーゼル大学とバーゼル大学病院で行われた研究によって、COVID-19に対するmRNAワクチンの接種後に血中の心筋トロポニンT濃度が有意に上昇することが判明した。被験者の3%が3回目の接種後に心筋トロポニンT濃度の上昇を示し、その影響は若い男性で最も大きかった。その機構はまだ明らかではないが、観察されたトロポニン濃度は臨床的に重要な心疾患時にみられる値よりもはるかに低い。

## 進化

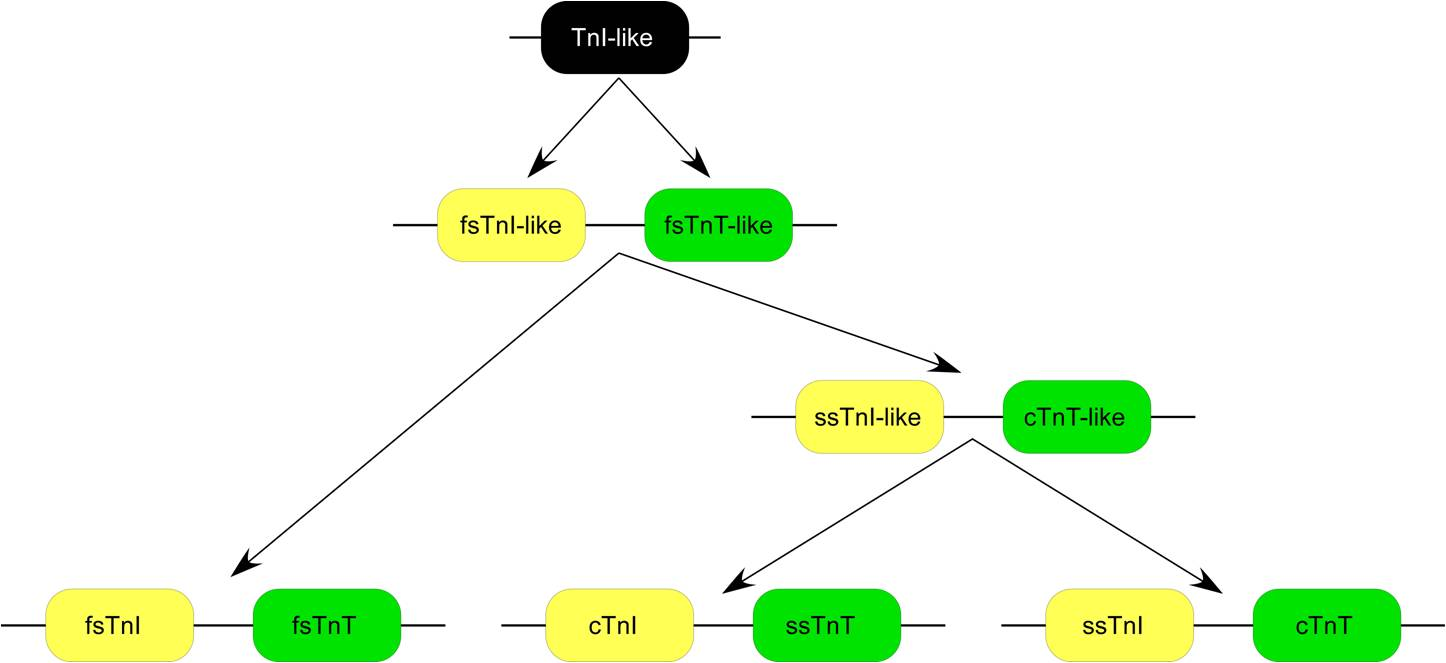
トロポニンのアイソフォームの進化

脊椎動物では、トロポニンT（TnT）の筋特異的アイソフォームをコードする3つの相同遺伝子が進化している。各アイソフォームはトロポニン複合体の阻害サブユニットをコードするトロポニンI（TnI）アイソフォーム遺伝子と連鎖しており、速筋型TnI（fsTnI）-fsTnT、遅筋型TnI（ssTnI）-cTnT、cTnI-ssTnTの3つの遺伝子対を形成している。配列やエピトープの保存性に関する研究からは、TnTとTnIのアイソフォームはTnI様の祖先遺伝子に起源を持ち、重複と多様化によってが各遺伝子対が形成されたことが示唆されている。

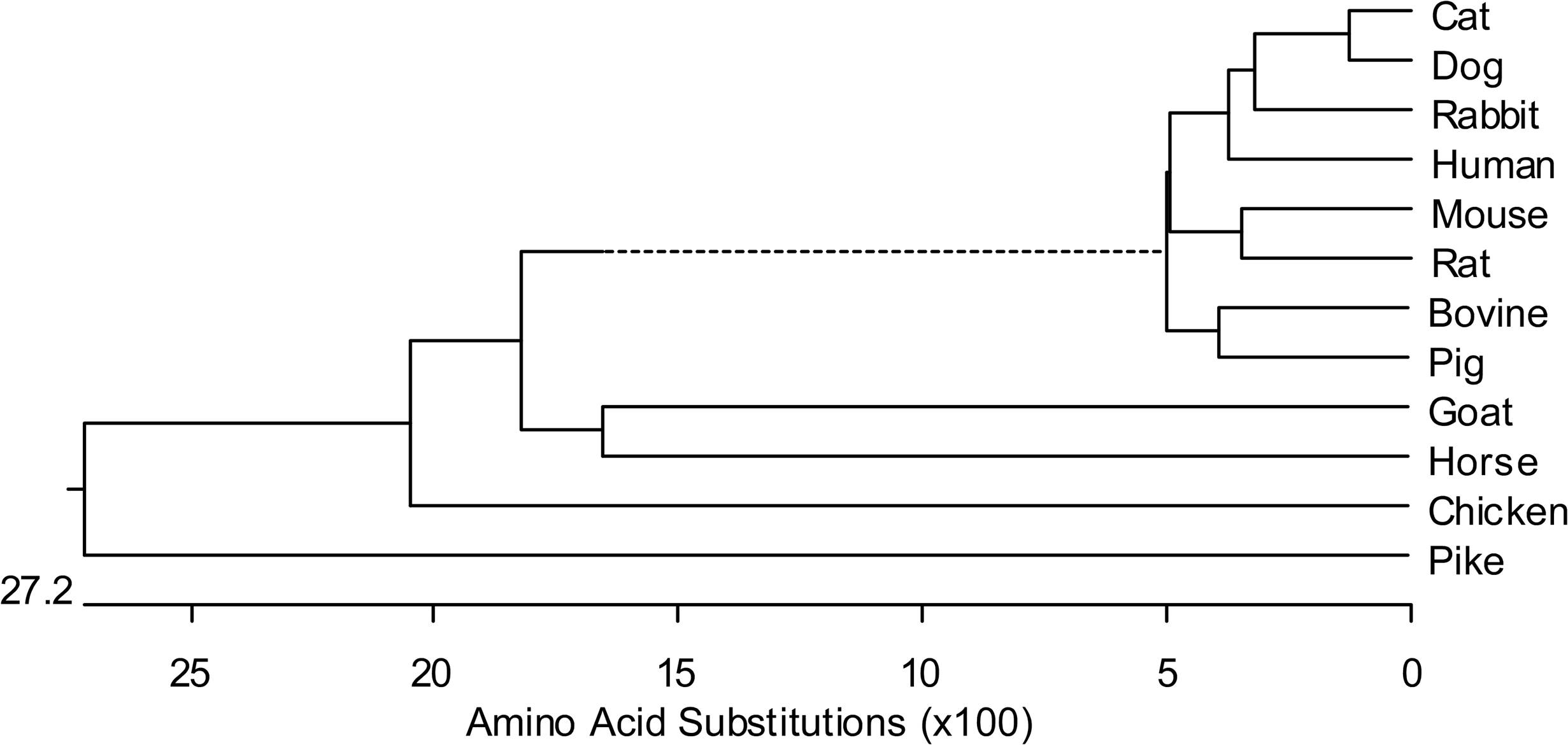
TNNT2遺伝子の系統樹

ssTnI-cTnTとcTnI-ssTnTの見かけ上混ぜこぜになった連鎖は、実際には胚の心筋においてTNNT2遺伝子がssTnI遺伝子と共に発現していることを反映している。アミノ酸配列のアラインメントからは、TnTの各アイソフォームの中央領域とC末端領域は各アイソフォームの間でも脊椎動物の生物種の間でも保存されているのに対し、N末端領域は非常に多様化していることが示されている。

## 選択的スプライシング
哺乳類のTNNT2遺伝子には、14個の構成的エクソンと3個の選択的エクソンが含まれる。N末端の可変領域をコードするエクソン4、5、そして中央領域とC末端領域の間に位置するエクソン13が選択的スプライシングを受ける。エクソン5は、生理的pHで酸性かつ負に帯電した、9または10アミノ酸からなる断片をコードしている。エクソン5は胚の心臓で発現しており、出生後の発生過程で発現はダウンレギュレーションされ消失する。
N末端領域の正電荷が多い胚型cTnTは、成体型cTnTと比較してアクトミオシンのATPアーゼ活性や筋線維の力発生のカルシウム感受性が高く、アシドーシスに対する耐性も高い。
鳥類と哺乳類では、TNNT2遺伝子は胚と新生児の骨格筋で一過的に発現する。新生児の骨格筋でTNNT2遺伝子が発現している際、エクソン5の選択的スプライシングは心臓と同期している。この現象は、TNNT2のpre-mRNAの選択的スプライシングが、遺伝的に組み込まれた、全身的な生物学的時計の制御下に置かれていることを示唆している。

## 翻訳後修飾

### リン酸化
cTnTのN末端に位置するSer2は未知の機構によて恒常的にリン酸化されている。cTnTはPKCによってC末端領域のThr197、Ser201、Thr206、Ser208、Thr287がリン酸化されることが知られている。筋線維のカルシウム感受性と力発生を低下させるためには、Thr206のリン酸化のみで十分である。ストレス条件下ではThr194とSer198もリン酸化され、心筋収縮の減弱が引き起こされる。細胞膜を除去した心筋では、ROCK2によるSer278とThr287のリン酸化によってミオシンのATPアーゼ活性と筋線維の力発生が低下する。cTnTのリン酸化修飾とその推定される機能については下の表にまとめられている。

### O-GlcNAc化
ラットでは、心不全の発症過程でSer190のO-GlcNAc化修飾が増加し、それに伴ってSer208のリン酸化が低下する。

### タンパク質分解
アポトーシスを起こしている心筋細胞ではcTnTはカスパーゼ-3によって切断され、N末端が切り詰められた25 kDaの断片が生成される。この断片化によって中央領域のトロポミオシン結合部位1が除去され、ミオシンのATPアーゼ活性が低下することで筋線維の力産生が減弱する。
また、ストレス条件下の心筋ではcTnTはカルパインIによって切断され、N末端の可変領域全体が限定除去される。このタンパク質分解は、急性虚血再灌流傷害や圧負荷時の心筋に生じる。
このN末端が限定的に切り詰められたcTnTは筋線維内での機能は維持されているが、心室筋の収縮速度が低下することで大動脈弁の開放から左心室圧がピークに達するまでの時間が延長し、特に後負荷の増大時に一回拍出量の増加が引き起こされる。In vitroでの研究では、このN末端が切り詰められたcTnTは全体的な筋線維のカルシウム感受性や協働性は保存されているものの、TnTのトロポミオシン、TnIやTnCへの結合親和性が変化することが示されており、ミオシンの最大ATPアーゼ活性や筋線維の力産生がわずかに低下することで心室筋の収縮速度を選択的に低下させ、エネルギー消費量の大きな増加を引き起こすことなく拍出量の増加をもたらしている。
心筋細胞におけcTnTの半減期は比較的短いため（3–4 日）、N末端が切り詰められたcTnTは数日中に新たに合成された無傷なcTnTで置き換えられると考えられる。そのため、この機構はストレス条件に適応して心臓機能を調節するための、可逆的な翻訳後調節機構となっている。
| リン酸化部位 | リン酸化部位 | リン酸化部位 | キナーゼ | 機能                                                      | 出典                        |
| cTnT         | ssTnT        | fsTnT        | キナーゼ | 機能                                                      | 出典                        |
| ------------ | ------------ | ------------ | -------- | --------------------------------------------------------- | --------------------------- |
| Ser2         | C            | C            | PKC      | 不明                                                      | [ 43 ] [ 44 ] [ 45 ]        |
| Thr197       | N            | N            | PKC      | 機能への影響なし                                          | [ 31 ] [ 46 ]               |
| Ser201       | N            | N            | PKC      | 機能への影響なし                                          | [ 31 ] [ 46 ]               |
| Thr204       | N            | N            | PKC      | ミオシンのATPアーゼ活性、筋線維の力発生、Ca2+感受性の低下 | [ 46 ] [ 47 ] [ 48 ]        |
| Thr204       | N            | N            | CaMK II  | 不明                                                      | [ 49 ]                      |
| Thr204       | N            | N            | ASK I    | 心筋収縮の低下                                            | [ 34 ]                      |
| Thr206       |              |              | PKC      | Ca2+感受性、アクトミオシンのATPアーゼ活性、筋張力の低下   | [ 31 ]                      |
| Ser208       | N            | N            | PKC      | ミオシンのATPアーゼ活性の低下、筋線維のCa2+感受性の変化   | [ 46 ] [ 48 ] [ 50 ]        |
| Ser208       | N            | N            | ASK I    | 心筋収縮の低下                                            | [ 34 ]                      |
| Thr213       | C            | C            | PKC      | ミオシンのATPアーゼ活性、筋線維の力発生、Ca2+感受性の低下 | [ 51 ]                      |
| Thr213       | C            | C            | Raf-1    | 不明                                                      | [ 52 ]                      |
| Ser285       | N            | C            | PKC      | ミオシンのATPアーゼ活性、筋線維の力発生、Ca2+感受性の低下 | [ 50 ]                      |
| Ser285       | N            | C            | ROCK-II  | ミオシンのATPアーゼ活性、筋線維の力発生、Ca2+感受性の低下 | [ 35 ]                      |
| Thr294       | N            | N            | PKC      | ミオシンのATPアーゼ活性、筋線維の力発生、Ca2+感受性の低下 | [ 46 ] [ 47 ] [ 48 ] [ 50 ] |
| Thr294       | N            | N            | ROCK-II  | ミオシンのATPアーゼ活性、筋線維の力発生、Ca2+感受性の低下 | [ 35 ]                      |

残基番号は最初のメチオニンを含んだ番号である。ssTnTやfsTnTの対応残基との比較は、Cがリン酸化が保存されていること、Nが保存されていないことを表している。

## 心筋症における変異
TNNT2遺伝子上の点変異は、肥大型心筋症（HCM）、拡張型心筋症（DCM）、拘束型心筋症（RCM）など、さまざまな種類の心筋症の原因となる。下の表では、ヒトや動物の心筋症でみられる代表的な変異やスプライシングの異常をまとめている。
| 変異                          | 疾患 | 出典                 |
| ----------------------------- | ---- | -------------------- |
| Ile79Asn                      | HCM  | [ 53 ] [ 54 ] [ 55 ] |
| Arg92Gln                      | HCM  | [ 53 ] [ 56 ]        |
| Intron 16G1→A (D14 and D28+7) | HCM  | [ 53 ]               |
| Arg92Leu                      | HCM  | [ 55 ] [ 57 ]        |
| Arg92Trp                      | HCM  | [ 18 ] [ 58 ] [ 59 ] |
| Arg94Leu                      | HCM  | [ 55 ] [ 60 ]        |
| Arg94Cys                      | HCM  | [ 61 ]               |
| ΔE96                          | RCM  | [ 62 ] [ 63 ]        |
| Ala104Val                     | HCM  | [ 64 ]               |
| Phe110Ile                     | DCM  | [ 65 ] [ 66 ]        |
| Arg130Cys                     | HCM  | [ 67 ]               |
| Arg131Trp                     | DCM  | [ 68 ] [ 69 ]        |
| E136K                         | RCM  | [ 70 ]               |
| Arg141Trp                     | DCM  | [ 71 ] [ 72 ]        |
| DGlu160                       | HCM  | [ 73 ]               |
| Glu163Arg                     | HCM  | [ 67 ]               |
| Glu163Lys                     | HCM  | [ 65 ]               |
| Ser179Phe                     | HCM  | [ 74 ]               |
| Arg205Leu                     | DCM  | [ 68 ]               |
| DLys210                       | DCM  | [ 75 ] [ 76 ] [ 77 ] |
| Glu244Asp                     | HCM  | [ 65 ]               |
| Asp270Asn                     | DCM  | [ 75 ]               |
| Lys273Glu                     | DCM  | [ 19 ]               |
| Arg278Cys                     | HCM  | [ 65 ] [ 78 ]        |

変異の残基番号はヒトcTnTのもので、最初のメチオニン残基を含んだ番号である。心筋症の原因となる変異の大部分は、保存された中央領域やC末端領域に位置している。